# Estàtua de Coatlicue
L'Estàtua de Coatlicue és una de les escultures asteques més famoses que han sobreviscut. Fa 2,52 metres d'altura i va ser tallada en andesita, policroma, per un anònim artista mexica. Tot i que hi ha molt de debat sobre quins o qui representa l'estàtua, se la sol identificar com la dea asteca Coatlicue ('La de la faldilla de serps'). Es troba al Museu Nacional d'Antropologia de Ciutat de Mèxic. Exhibida originàriament a la capital mexica de Tenochtitlán, la transcendental estàtua fou enterrada després de la conquesta dels espanyols de la ciutat al 1521 i la van redescobrir uns 270 anys després, al 1790.
El més probable és que l'escultura fos acabada el 1439 o 1491, tot i que aquestes dates són controvertides. Com la majoria d'escultures asteques, és exempta. També té tallada a la base una imatge de la deïtat Tlaltecuhtli ('Senyor de la terra'), malgrat que la base amb la figura dempeus està oculta a la vista. En el segle xx es van descobrir estàtues i fragments d'escultures semblants, i això feu que els estudiosos raonaren sobre el significat d'aquestes obres d'art i la seua funció en l'Imperi asteca.

## Enterrament, excavació i interpretacions inicials
Després de la conquesta de Tenochtitlán al 1521, els invasors espanyols ordenaren la destrucció sistemàtica de la ciutat, incloses les escultures i edificis mexiques. L'Estàtua de Coatlicue devia tenir una posició destacada a Tenochtitlán en una plaça o esplanada davant un temple. El més segur és que sobrevisqués a la destrucció i romangués increïblement ben conservada perquè, quan se'ls ordenà destruir l'obra, els mexiques la van preservar sota el nivell freàtic.
L'Estàtua de Coatlicue fou redescoberta a la plaça principal de Ciutat de Mèxic enfront del Palau Nacional el 13 d'agost del 1790 durant l'excavació d'un conducte d'aigua. Uns mesos més tard, el 17 de desembre del 1790, aparegué la també famosa Pedra del Sol (o Pedra del calendari) a uns 30 m de distància. El transcendental descobriment d'aquestes dues escultures, juntament amb l'excavació de la Pedra de Tízoc al 1791, començà una nova fase de recerca sobre el Temple Major mentre els erudits temptaven d'interpretar el seu dens simbolisme i desxifrar-ne els significats.

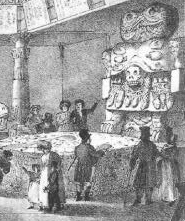
Exhibició de Bullock de Teoyamiqui, exposada a Londres el 1824

El primer a estudiar l'estàtua després de l'excavació fou Antoni de León y Gama, que identificà la dea representada com a Teoyaomiqui, deïtat de la mort i la guerra sagrada. L'estàtua fou identificada com a Coatlicue per l'arqueòleg mexicà Alfredo Chavero en el seu llibre Mèxic a través dels segles. Per les talles a la part inferior de l'escultura, Léon i Gama creia que originàriament s'havia exhibit en angle, elevada del terra i sostinguda per columnes. L'escultura, però, s'havia col·locat sobre la base. Les estàtues asteques són majoritàriament exemptes, fins i tot quan no tots els costats són visibles alhora.
Al final del 1790, l'estàtua fou traslladada a la Universitat Nacional Autònoma de Mèxic per a ser preservada i estudiada, però de seguida la tornaren a soterrar per ordre de professors que temien que la seua presència fomentàs l'adhesió a la religió asteca, que els colons espanyols s'havien passat dos segles exterminant. Als criolls i europeus, l'estàtua els semblava un monstre lleig i repugnant, però els indígenes i mestissos havien començat a portar-li flors i a encendre-li espelmes. Per a evitar-ho, la soterraren al pati de la Universitat Nacional Autònoma de Mèxic, fora de la vista. L'estàtua tornà a ser desenterrada al 1803, perquè Alexander von Humboldt pogués fer-ne dibuixos i un buidatge, i després d'això l'enterraren de nou. La desenterraren per darrera vegada al 1823, perquè William Bullock en pogués fer un altre motle, que s'exhibí l'any següent a l'Egiptian Hall de Piccadilly de Londres, dins l'exposició Mèxic Antic de Bullock. L'escultura romangué des de llavors al pati de la universitat fins que es creà el primer Museu Nacional.

## Descripció visual i iconografia
La colossal estàtua densament tallada fa dos metres i mig d'alçada i s'inclina cap endavant, elevant-se sobre l'espectador i fent l'efecte que camina. El front i la part de darrere de l'estàtua són bilateralment simètrics. És una figura decapitada el cap de la qual el formen dues serps enfrontades que emergeixen del coll, que simbolitzen la fèrtil sang que en brolla. Les mans i els peus acaben en urpes. Duu un collaret de cors i mans humans alternats i un crani adorna el cinyell davant i darrere, sobre un faldellí de serps entrellaçades. Als panxells de les cames duu bandes de les quals pengen plomes i cascavells. Aquest dibuix desxifra una mica el dens simbolisme de la figura:

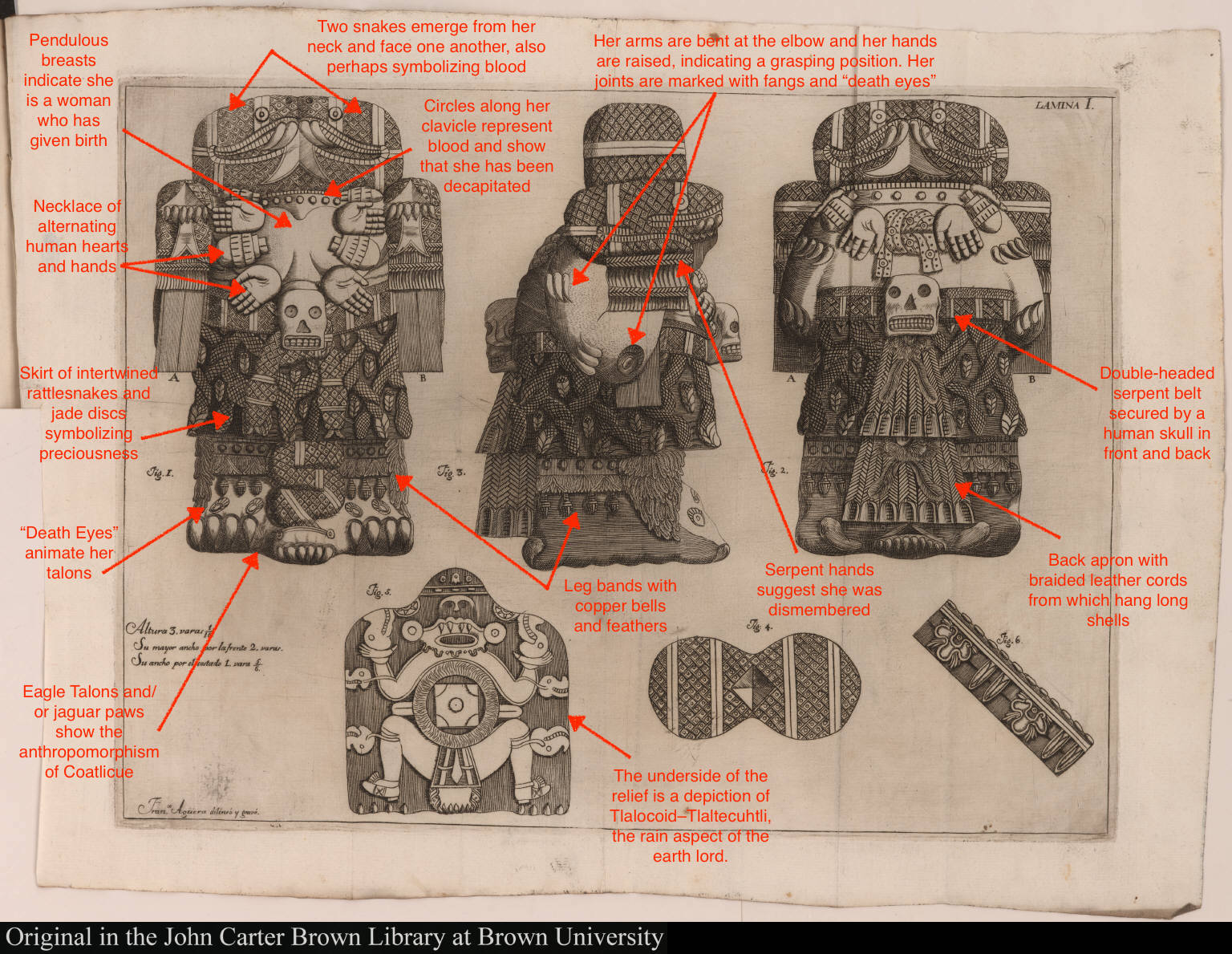
Aquest dibuix de l'estàtua asteca de Coatlicue d'Antonio de Léon i Gama mostra l'obra des de tots els costats. Les anotacions modernes en roig ajuden a desxifrar part del simbolisme de l'estàtua

## Estàtues comparables i interpretació
El 1933 es descobrí una altra escultura, anomenada Yolotlicue ('La de la faldilla de cors'). Tot i que molt danyada, és idèntica a la de Coatlicue, tret que té una faldilla de cors humans en lloc de serps. Igual que l'Estàtua de Coatlicue, la part inferior de Yolotlicue representa Tlaltecuhtli i la data Canya any 12 és inscrita entre els seus omòplats. També hi ha dos fragments d'una estàtua o estàtues semblants, la qual cosa suggereix que formaven part d'un conjunt més gran. Si fos així, alguns estudiosos han argumentat que les Coatlicue són més aviat Tzizimimeh, deïtats femenines associades amb les estreles que baixarien a devorar els humans de la Terra si el sol fallàs.
La Pedra de Coyolxauhqui representa la dea asteca Coyolxauhqui, filla de Coatlicue. Va ser derrotada i desmembrada pel seu germà, el déu patró dels asteques, Huitzilopochtli. La pedra aparegué a la base del Temple Major el 1978. Igual que les escultures de Coatlicue i Yolotlicue en les figures i bocins, Coyolxauhqui també apareix decapitada i desmembrada. Alguns erudits interpreten aquest desmembrament de les Tzitzimime relacionat amb el de Coyolxauhqui, indicant que potser havien enutjat a Huitzilopochtli i tenir la mateixa dissort. Altres opinen que les Tzitzimime són decapitades com a resultat de sacrificar-se per a posar el sol en moviment.

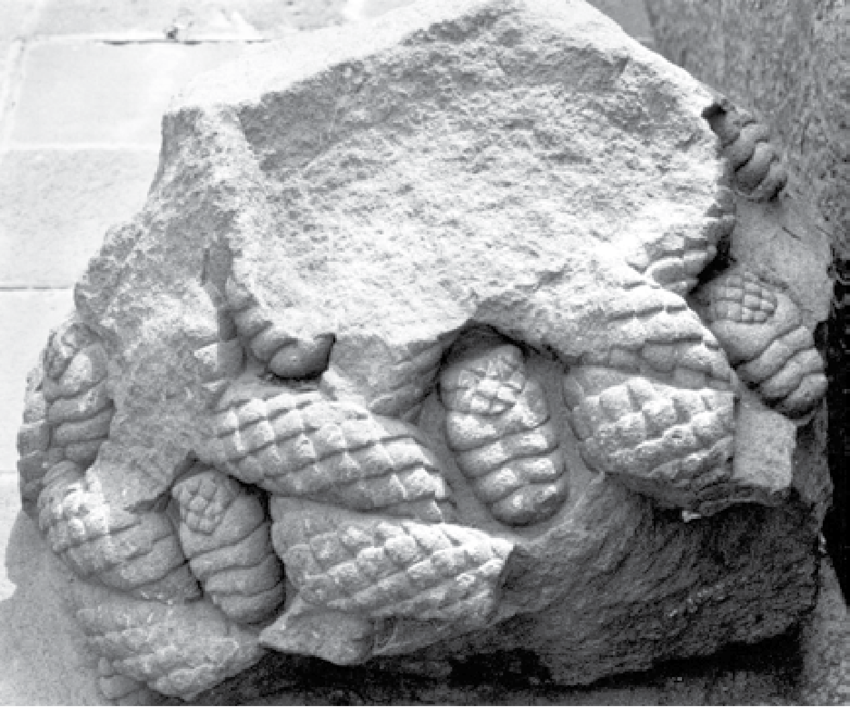
Fragment de l'Estàtua de Coatlicue al Museu Nacional d'Antropologia de Mèxic. Fragments d'altres estàtues de Coatlicue mostren que aquesta forma part d'un conjunt més gran. En aquesta imatge es pot veure part d'una faldilla de serps entrellaçades
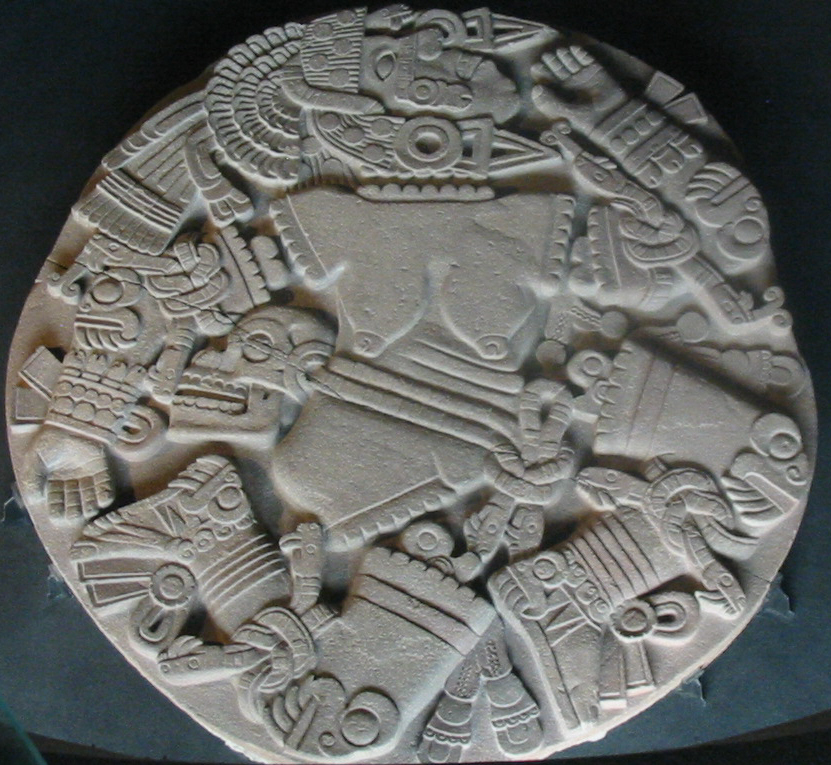
Disc que representa Coyolxauhqui desmembrada, trobat durant una construcció el 1978 a Ciutat de Mèxic. El seu descobriment donà lloc a l'excavació del Temple Major
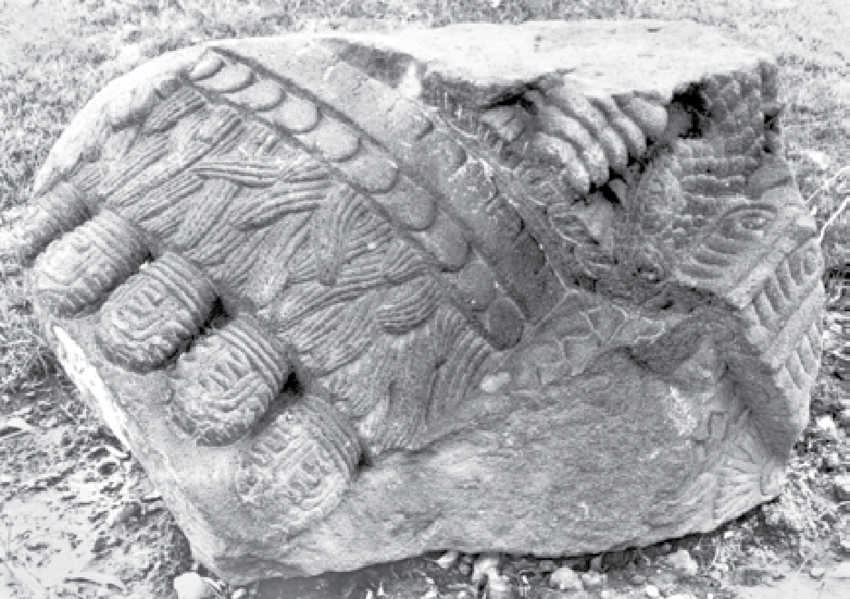
Fragment de l'Estàtua de Coatlicue al Museu Nacional d'Antropologia de Mèxic. En aquest fragment es pot veure part d'un panell posterior amb punta de petxina
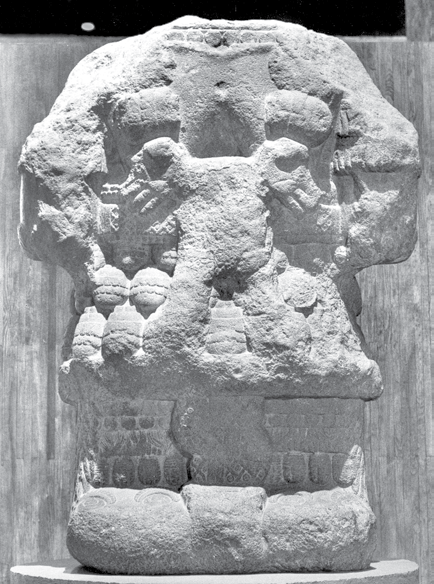
Estàtua de Yolotlicue al Museu Nacional d'Antropologia de Mèxic. L'estàtua és idèntica a la de Coatlicue tret de la faldilla de cors